# Geordie (musikgrupp)
Geordie var ett brittiskt rockband, bildat i Newcastle i början av 1970-talet. Det är mest känt som bandet där Brian Johnson sjöng innan han blev medlem av AC/DC. Deras första singel som gavs ut var "Don't Do That". Till bandets mest kända låtar hör "All Because of You", "Can You Do It" och "The House of the Rising Sun". Geordie är också namnet på en dialekt som bandet sjunger på i låten "Geordie's Lost His Liggie".
Bandet bestod ursprungligen av Brian Johnson (sång), Vic Malcolm (gitarr), Tom Hill (bas) och Brian Gibson (trummor). Johnson lämnade 1980 bandet för att ersätta den nu avlidne Bon Scott i AC/DC. De övriga spelade 1983 in albumet No Sweat med Rob Turnbull som sångare.

## Medlemmar
- Brian Johnson - sång (1972-1977, 1978-1980, 2001)
- Vic Malcolm - gitarr, sång (1972-1975, 1978, 1982-1985)
- Tom Hill - basgitarr (1972-1977, 1982-1985, 1985-1988)
- Brian Gibson - trummor (1972-1977, 1982-1985, 1985-1988)
- Dave Ditchburn - sång (1978)
- Alan Clark - keyboard (1978)
- Frank Gibson - bas (1978)
- George Defty - trummor (1978)
- Derek Rootham - gitarr (1978-1980, 2001)
- Dave Robson - bas (1978-1980, 2001)
- Davy Whittaker - trummor (1978-1980, 2001)
- Rob Turnbull - sång (1982-1985, 1985-1988)
- David Stephensen - gitarr (1982-1985)
- Martin Metcalf - gitarr (1985-1988)

## Diskografi
Studioalbum
- Hope You Like It (1973)
- Don't Be Fooled by the Name (1974)
- Save the World (1976)
- No Good Woman (1978)
- No Sweat (1983)

Samlingsalbum
- Geordie - Masters of Rock (1974)
- Geordie featuring Brian Johnson (1980)
- Strange Man (1982)
- Keep on Rocking (1989) (remixalbum)
- A band from Geordieland (1996)
- The very best of Geordie (1997)
- The best of Geordie (1998)
- Can you do it? (1999)
- The Singles Collection (2001)
- Unreleased Tapes (2005)
- The very best of Geordie - The original versions (2009)
- Keep on Rockin' - The very best of Geordie (2009)

Geordie finns även på en skiva Masters of Rock vol 8 (1973-1974) som innehåller 5 låtar som ej finns på övriga skivor.
Singlar (topp 100 på UK Singles Chart)
- Don't do that / Francis was a rocker (1972) (#32)
- All because of you / Ain't it just like a woman (1973) (#6)
- Can you do it? / Red eyed lady (1973) (#13)
- Electric lady / Geordie stomp (1973) (#32)